# Arquitectura de Mesopotàmia

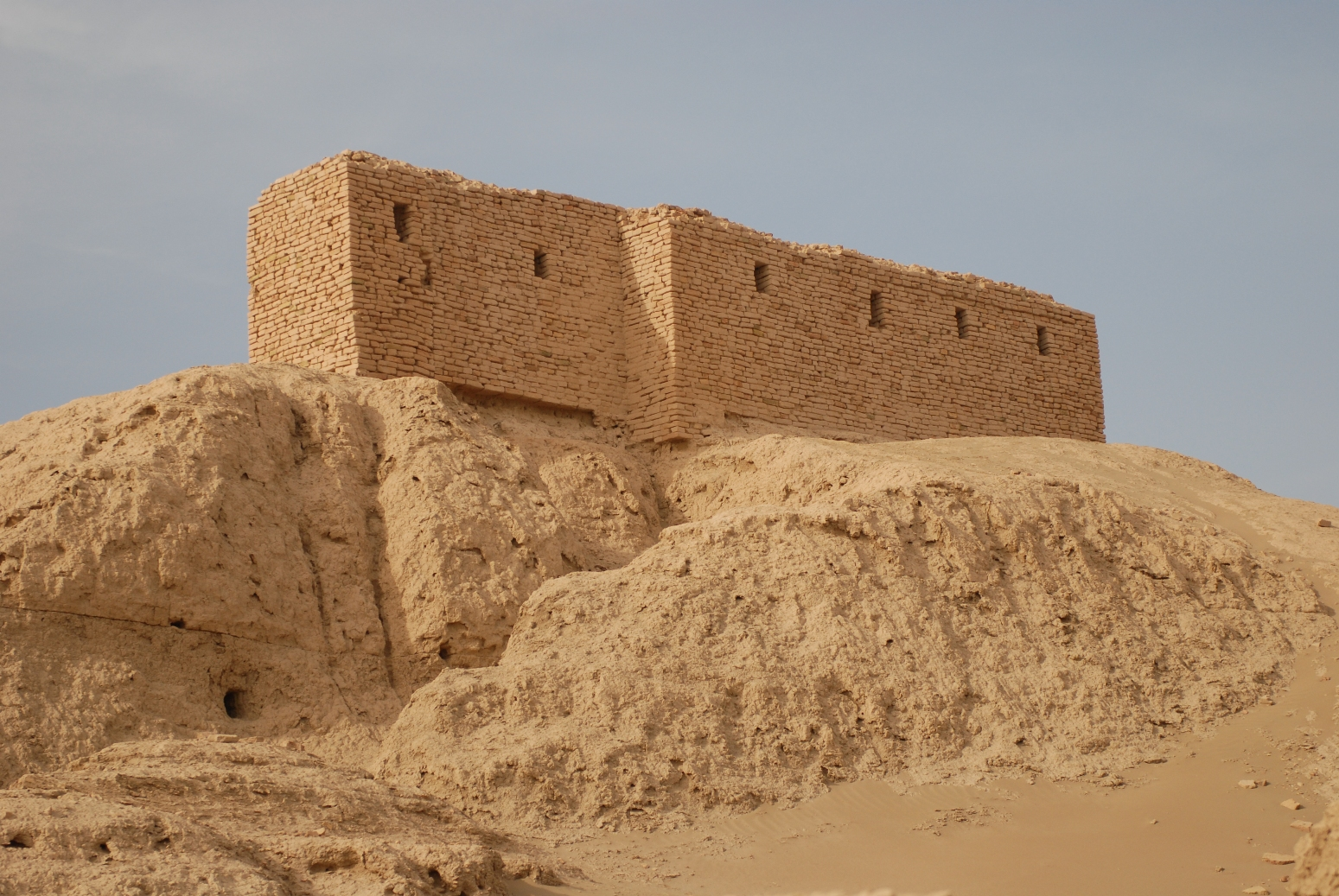
Temple de Nippur, annex a un ziggurat

L'arquitectura de Mesopotàmia fa referència a les característiques comunes de les construccions desenvolupades a la conca dels rius Tigris i Eufrates des de l'assentament dels primers pobladors cap al VII mil·lenni ae fins a la caiguda de l'últim estat mesopotàmic, Babilònia.
Els mesopotàmics construïen sense morter, i quan un edifici ja no era segur o no complia la seua tasca s'enderrocava i es tornava a construir al mateix emplaçament, o s'emplenava i se'n construïa damunt. Al llarg de mil·lennis aquesta pràctica donà lloc al fet que les ciutats mesopotàmiques es trobaren elevades en suaus pujols sobre el territori que les circumdava; a aquests promontoris se'ls deia tels.
Usaven molt poc la pedra i la fusta, ja que només podien obtenir-ne de països limítrofs. El sòl és argilenc, fangós, i això els feu utilitzar el fang com a material constructiu. Primer l'empraren en blocs o toves de fang amb mescla de palla, col·locats humitejats de manera que assecava la paret sencera. Després, els eixugaven al sol, tova per tova. Van inventar posteriorment els maons d'argila pura, col·locats al forn; i, després, per preservar-los millor de la humitat, els sotmeteren al procediment de l'esmaltatge i vidriat.
Els maons als murs s'unien amb calç o asfalt, i per a la coberta, substituïren el sistema de llinda egipci per la volta formada d'arcs de mig punt contigus.

## Tipus d'edifici

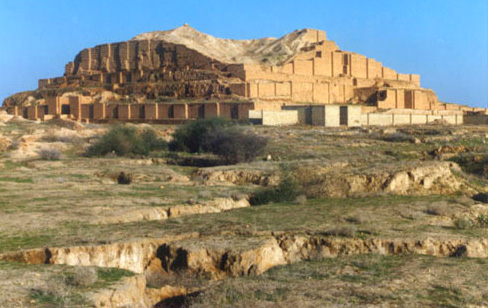
Ziggurat de Chogazanbil, a l'actual Iran

Planta d'un petit temple babilònic

Donada la importància de la vida terrenal així com la preocupació per la mort, les edificacions més representatives n'eren el temple i el palau. Com en tota societat, també tenien gran importància els habitatges, urbans o no, i els sistemes de defensa.
- El temple era un centre religiós, econòmic i polític. Tenia terres de conreu i ramats reglats per funcionaris (alguns dels mar bani), magatzems per a guardar la collita, i tallers on fabricar utensilis, estàtues de coure i ceràmica. Els sacerdots organitzaven el comerç i contractaven llauradors, pastors i artesans, que rebien en bescanvi parcel·les de terra per a cultiu de cereals, dàtils o llana. Solien ser edificis d'una planta, amb patis i una seqüenciació de sales en laberint o en filera a l'entorn d'un pati. Els més grans es construïren dins d'espais emmurallats amb altres edificis com els ziggurats i cambres per a pelegrins, mentre que els primers i més petits es componien d'un rebedor i una senzilla cambra per a l'oració. Cada temple s'usava per a les precisions religioses de la seua divinitat, de manera que se celebrava la festivitat d'Any Nou en el temple corresponent o la unió de dones amb estrangers als temples de Milita.
- El ziggurat (ziqurat en alguns textos) era una edificació monumental lligada al temple i dedicada a una divinitat. S'utilitzava també com a observatori astronòmic. Es componien d'una sèrie de pisos que disminuïen en planta i alçada, i pintats de diferents colors. Unes escalinates permetien l'ascensió fins als petits templets que els coronaven. Esdevingueren els edificis més representatius de Mesopotàmia, de manera que el ziggurat de Marduk de Babilònia (Etermenanki, en sumeri: Casa del cel i de la terra) s'ha identificat com la bíblica torre de Babel.

### Habitatges
- En els segells cilíndrics sumeris apareixen cabanes construïdes amb joncs. Els joncs, doblegats en una paràbola invertida, funcionen com a pòrtics i serveixen de base per a lligar-los altres joncs rectes. Resulta una estructura arcada que es recobreix amb estores de joncs o fang. Aquest tipus d'arquitectura, malgrat ser prehistòric, continua utilitzant-se per les tribus àrabs nòmades.
- Les cases rusc, habitualment realitzades en tova o pedra, són formades per dos cossos; un de principal circular o cònic al qual se li adossa un segon de quadrat més baix.
- La casa amb pati (bīla teva en accadi), típica mesopotàmica des dels temps de l'hegemonia d'Ur, és una casa de planta disposada al voltant d'un pati. En el cas que foren circulars es construïa a un o dos costats i es condicionava el pati en continuar-se les parets exteriors a manera de mur de tancament del pati. Es construïen de tova amb bigues de fusta, amb una disposició prou ortogonal de les habitacions. Des de l'entrada s'accedia a un vestíbul que comunicava amb el pati; compartia la planta baixa amb la cuina, els magatzems i de vegades una petita cambra. A la planta alta i última es trobaven les habitacions, de vegades una sala gran que feia de saló. La coberta n'era plana i transitable, i s'usava per a assecar les collites o prendre l'aire. Els tancaments pujaven fins a formar un parapet que impedia la caiguda des del terrat.
- La casa quadrada, també amb pati, és la variant urbana de la casa circular.
- Les granges eren edificacions especials per la seua activitat. Incloïen una sèrie de cambres i murs entrecreuats que deixaven patis oberts per a la realització d'activitats agrícoles. En alguns d'ells s'excavaven pous com a sitges i cisternes, i se'n recobrien les parets amb fàbrica de pedra o tova. Algunes granges, com la del Tell Hassuna, formaven poblets, típics del final del Neolític.

## Construcció
Fora quin fora el sistema constructiu triat, ni al centre ni al sud de Mesopotàmia es van utilitzar fonaments, perquè els terrenys eren pantanosos.

### Sistema en arcada
L'arquitectura mesopotàmica ha passat a la història com un sistema de murs de càrrega. Utilitzaven arcs i voltes que construïen sense cintra, apaïsaven els maons perquè no caiguessen en ser col·locats, o emplenaven l'espai entre dos murs de fang i palla fins que la volta estigués acabada; aquest sistema feia els espais estrets i llargs. Per a això usaven maó, que van inventar igual que l'arc, i la tova. Esmaltaven els maons per a les grans ocasions, i componien mosaics pintats en colors vius. Els murs de suport no permetien finestres, i la llum era zenital.
Amb aquest mètode de voltes es va construir, per exemple, la porta d'Ixtar de Babilònia, i va sobreviure fins a l'edat mitjana; fou emprat i perfeccionat pels romans d'Orient.

### Sistema amb llinda
També construïren amb bigues i pilars; eren habituals en construccions monumentals les columnes del preuat cedre de les muntanyes del Líban. Es coneix de les cultures mesopotàmiques el capitell eoli, una de les influències dels ordres grecs.
Amb aquest sistema es construïa l'estructura basant-se també en un mur de càrrega i de tancament exterior, recolzant-hi les bigues i en uns pilars de fusta interiors, que s'aprofitaven per a situar el perímetre del pati. La repetició d'aquest mètode creava l'edifici, s'omplien els buits i la coberta o sostre de tova.

## Urbanisme
L'urbanisme regulat va estar present en algunes ciutats, com la Babilònia de Nabucodonosor II. Pot dividir-se en tres grups diferents, associats al seu torn a tres tipus culturals. En qualsevol d'aquests cal distingir uns elements planejats i uns altres (el gruix residencial, dividit en barris) que no. S'han observat grans diferències entre les parcel·les i els habitatges d'un mateix barri, i s'ha plantejat la hipòtesi que alguns barris poden respondre a determinat habitatge, de major posició.

### Urbanisme sumeri
Típic urbanisme present al sud de Mesopotàmia, a les poblacions d'Ur, Uruk, Lagash i altres que esdevingueren ciutats estat. Aquestes semblen nàixer d'una ciutat temple primitiva amb un contorn ovalat i un traçat ortogonal, protegida per torres defensives amb fossats. El que dominava tota la ciutat era normalment un ziggurat, situat al centre.

### Urbanisme accadi
És l'urbanisme de la zona central de Mesopotàmia; sembla que les seues qualitats urbanístiques venen del nord i del sud alhora. Els palaus i fortaleses solen estan col·locats al costat de les muralles i el temple al centre de la ciutat. La ciutat s'ordena amb una sèrie de carrers principals, com l'avinguda de les Processons de Babilònia: aquests carrers principals delimiten uns barris el creixement dels quals encara no està planejat.

### Urbanisme assiri
Urbanisme típic del nord de Mesopotàmia, el més rigorós de tots. Les ciutats, emmurallades i amb fossats navegables, els edificis públics, com palaus i temples, estan col·locats als costats en forma de torres o fortaleses. Un exemple d'això és el complex palatí de Sargon II a Dur Sharukin.

## Infraestructures
Quant a les obres d'enginyeria, destaca l'extensíssima i antiga xarxa de canals que unien els rius Tigris, Eufrates i els afluents, propiciant l'agricultura i la navegació. Els mesopotàmics remuntaren la construcció dels primers a les èpoques prèvies al Diluvi, quan la Terra estava ocupada pels "déus" Enki.
Altres obres destacables són els ports fluvials, com els de la ciutat d'Ur, les muralles i la forma de la ciutat, i els ponts, com el que unia els dos costats de la Babilònia caldea.